# Birgitta Jónsdóttir
Birgitta Jónsdóttir (Reykjavík, 1967. április 17. –) izlandi költő, művész, újságíró, politikus és aktivista. Az internetes művészet megteremtői között tartják számon.
2009 áprilisában az Alþingi tagjává választották, az Állampolgárok Mozgalma (később Mozgalom) tagjaként. Az Izlandi kezdeményezés a média modernizálásáért törvénytervezet egyik kidolgozója és benyújtója. A kezdeményezés szóvivője. A WikiLeaks volt aktivistája és szóvivője. Továbbá aktivistaként tevékenykedik a Saving Iceland („Mentsük meg Izlandot”) mozgalomban és az Izlandi–Tibeti Baráti Társaságban.